# Boana bandeirantes
Boana bandeirantes é uma espécie de anfíbio da família Hylidae. Endêmica do Brasil, pode ser encontrada nos estados de São Paulo e Rio de Janeiro.